# ジョゼ・レイナウド・ジ・リマ
レイナウド (Reinaldo) こと、ジョゼ・レイナウド・ジ・リマ（José Reinaldo de Lima, 1957年1月11日 - ）は、ブラジル・ミナスジェライス州出身の元同国代表サッカー選手。
得点感覚に優れたストライカー。ブラジル代表で29試合に出場し、1978 FIFAワールドカップにも出場したが、31歳で引退した。

## 経歴
国際Aマッチにキャリアを通じて29試合に出場した。1978 FIFAワールドカップに出場したが、ロベルト・ディナミッチにポジションを奪われた。1982 FIFAワールドカップにも出場するはずだったが、怪我で辞退した。